# Alianza por Nayarit
Alianza por Nayarit fue una coalición mexicana de partidos políticos formada en marzo de 2005, para competir en el proceso electoral local del estado Nayarit, con candidatos a: gobernador, diputados locales y presidentes municipales.
El Consejo Estatal Electoral de Nayarit, aprobó su participación el 1 de abril de 2005, integrándose por los siguientes partidos políticos:
- Partido de la Revolución Democrática (PRD)
- Partido del Trabajo (PT)
- Partido de la Revolución Socialista (PRS)

## Resultados de la Elección enNayarit
Los resultados electorales de las elecciones de 2005 en Nayarit, reportaron un triunfo para el Partido Revolucionario Institucional. En el caso de la elección para gobernador, Ney González Sánchez derrotó nuevamente a su excompañero de partido Miguel Ángel Navarro Quintero, resentido desde que lo venció en las elecciones internas priistas. Los resultados fueron 176,500 votos (47.79%) para el PRI, 161,634 votos (43.76%) para la Alianza por Nayarit, 22,952 votos (6.21%) para el PAN y 8,285 votos (2.24%) para Convergencia.
En cuanto al Congreso del Estado, el PRI arrasó al obtener 18 de los 30 diputados, mientras que los 12 restantes se los repartieron entre el PRD, PAN, PT, Convergencia y PRS (partido local). De los 20 municipios, el PRI obtuvo el triunfo 16 (incluidos Tepic, Bahía de Banderas y Santiago Ixcuintla), el PAN en 3 y la Alianza por Nayarit únicamente en 1.

## Alianza para el Cambio
Durante el Proceso Electoral Local de 1999, se registró la Coalición Alianza para el Cambio, la cual registró la candidatura del expriísta Antonio Echevarría Domínguez, quien compitió contra Lucas Vallarta Robles del PRI. La alianza conformada por el PAN, PRD, PT y PRS, tuvo como único objetivo arrebatar el poder oficialmente al PRI, ya que las diferencias ideológicas entre sus miembros son abismales.